# Вишневе (Новооржицька селищна громада)
Вишневе (до 2016 — Куйбишеве) — село в Україні, в Лубенському районі Полтавської області. Населення за переписом 2001 року становить 1346 осіб. До 2019 орган місцевого самоврядування — Новооржицька селищна рада.

## Географія
Село Вишневе знаходиться між річками Гнила Оржиця і Сліпорід, за 1,5 км від села Хоружівка.

## Історія
- У 2008 році отриманий статус села.
- 12 червня 2020 року, відповідно до розпорядження Кабінету Міністрів України № 721-р «Про визначення адміністративних центрів та затвердження територій територіальних громад Полтавської області», село увійшло до складу Новооржицької селищної громади[1].
- 19 липня 2020 року, в результаті адміністративно - територіальної реформи та ліквідації  Оржицького району, село увійшло до складу новоутвореного Лубенського району[2].

## Економіка
- Молочно-товарна ферма.
- ООО «Агрофірма Куйбишеве».

## Об'єкти соціальної сфери
- Дитячий садочок.

### Вишнівська ЗОШ І-ІІІ ступенів
Вперше школу у селі побудували та відкрили 1910 року, першими вчителями стали: Васик Іван Євтухович, Васик Ганна Петрівна, Сквиренко Уляна Павлівна.  1951 р. — відкрито семирічку. У 1968 та 1975 роках будувалися нові приміщення. У 1959 році відбувся перший випуск 10 класу. Сьогодні школа налічує 20 вчителів та 164 учні. За 50 років школу закінчили 1035 учнів.

## Пам'ятки
- Скіфська могила.